# Dům U zlaté hvězdy (Olomouc)
Dům U zlaté hvězdy v Olomouci se nachází na Horním náměstí čp. 202. Patřil mezi právovárečné domy a uzavíral skupinu 15 domů označovaných „Pod bohatými krámy“. Znamení U zlaté hvězdy je poprvé zmiňováno roku 1807, ovšem později z domu zmizelo a jeho tehdejší přesná podoba není známa. Znovu bylo obnoveno roku 2006, kdy byla na průčelí umístěna keramická hvězda zlaté barvy Jany Bébarové.Dům U zlaté hvězdy patří mezi kulturní památky.

## Historie
Středověký kupecký dům s podloubím je v písemných pramenech poprvé zmiňován roku 1549.  Zůstaly zachovány gotické sklepy s valenou klenbou a malým kamenným portálem. V roce 1557 dům koupil Jan Hirsch, senátor a bývalý purkmistr. Někdy po roce 1558 byl dům renesančně přestavěn a rozšířen, o čemž svědčí dochované segmenty ve dvorním traktu. Kamenné konzoly, z nichž jednu podepírá šroubovitě stočený sloupek, byly zřejmě součástí dřevěného ochozu ve dvoře. Jeho majiteli byli významné osobnosti města, jako byl např. královský rychtář Jiří Biretta z Brandenfelsu.  V roce 1724 dům koupil obchodník Peter Paul Pino a přistoupil k jeho přestavbě.  Další úpravy byly provedeny v polovině 18. století. Překlenutím Školní uličky došlo ke spojení dvou vedlejších budov, bylo upraveno průčelí do náměstí se šesti okenními osami a atikou. Dvoupatrová fasáda byla členěna pilastry zakončenými sedmi kamennými bustami na atice. Strop v jedné z místností v prvním patře byl vyzdoben bohatou štukovou dekorací. Později bylo uzavřeno podloubí v přízemí domu. 
Od roku 1908 byla majitelem nemovitosti Erste Olmützer Vereinsbuchdruckerei (první olomoucká asociace knihtiskařů). V roce 1928 byl dům zvýšen o třetí patro, nad které byla přenesena atika s bustami. Autorem projektu byl Heinrich Czechner.  Přízemí bytového domu bylo upraveno pro obchodní provoz.

## Popis
Dům se nachází na jižní frontě Horního náměstí, jeho boční dlouhé křídlo je orientováno do Školní ulice vedoucí na Michalské návrší. Je dvoupatrové s dvanácti okenními osami a hladkou fasádou. Vchod ze Školní ulice vede do chodby zaklenuté křížovými klenbami k novodobému tříramennému schodišti. V průchodu do ulice Školní jsou ve stěně nalezeny a odkryty detaily původní cihlové gotické klenby loubí a profilované okenní pískovcové ostění.
Část směřující do náměstí má tři patra a reprezentativně upravené průčelí se šesti okenními osami. Fasáda v přízemí je členěna pásovou rustikou s částečně přiznanými oblouky původního loubí, v nichž jsou vstupy do prodejních jednotek. Průčelí je členěno pilastry s kompozitními hlavicemi, nad profilovanou korunní římsou je atika s pískovcovými bustami římských vládců. Okna prvního patra jsou orámována členěným štukovým ostěním s profilovanými šambránami a trojúhelnými frontony, v druhém patře římsovými supraportami a v třetím pouze profilovanými šambránami.